# C-1運輸機
C-1運輸機由日本川崎重工製造，供應航空自衛隊使用。2025年3月14日全數除役，改由C-2擔綱空運主力。

## 簡介
1960年代初期空自運輸機逐漸老朽，美國供應的C-46運輸機已經不符使用，日本自研的YS-11客機改裝潛力不足，自衛隊在當時計畫引進新型運輸機，代號C-X。最初計畫包括了採購C-130運輸機或自行研發兩個方案，在扶植自有航空業的條件下日本由防衛廳技術本部、日本航空機製造公司開發新型運輸機；當時已狀況不佳的C-46則在1965年採購13架YS-11應急。
C-X運輸機基本設計1966年開始進行，1967年9月完成基礎設計，10月進行細部設計；初期計畫中飛機製造業務也是由日本航空機製造公司負責，但日航製企業主出資者為三菱重工，三菱當時正開始執行T-X超音速教練機計畫，同時負責兩件大型計劃資源調度上有疑慮，因此最後原型機雖然名義上仍是日航制體系製造，但主要負責廠商並非三菱，而由川崎重工領頭，結合富士重工業、新明和工業、日本飛行機、昭和飛行機等相關公司合作生產原型機。不過發動機仍由三菱重工牽線，引進普惠JT8D渦輪扇發動機授權許可生產，並由三菱重工發動機事務部製造。
1969年夏季，CX-1原型機開始在川崎重工岐阜工廠組裝，1970年8月原型機出廠，同年11月首飛成功。
2025年3月14日，於入間基地舉行的最後告別飛行後，宣告所有C-1機隊已全數除役，改由C-2擔綱空運主力。

## 衍生型
XC-1
原型機
C-1 FTB
改裝自原型機XC-1，被用作系統、發動機和設備的飛行試驗機。
C-1
量產型
EC-1
電子戰訓練機，改裝自量產型021號。
飛鳥試驗機
用於測試短距起降技術的試驗機。
預警機型
1970年代提出由C-1改裝成預警機的構想，未建造。
水雷佈設機型
1970年代提出由C-1改裝成水雷佈設機的構想，未建造。

## 配備基地
- 岐阜基地：飛行開発実験団
- 入間基地：第2輸送航空隊 - 第402飛行隊

## 技術規格

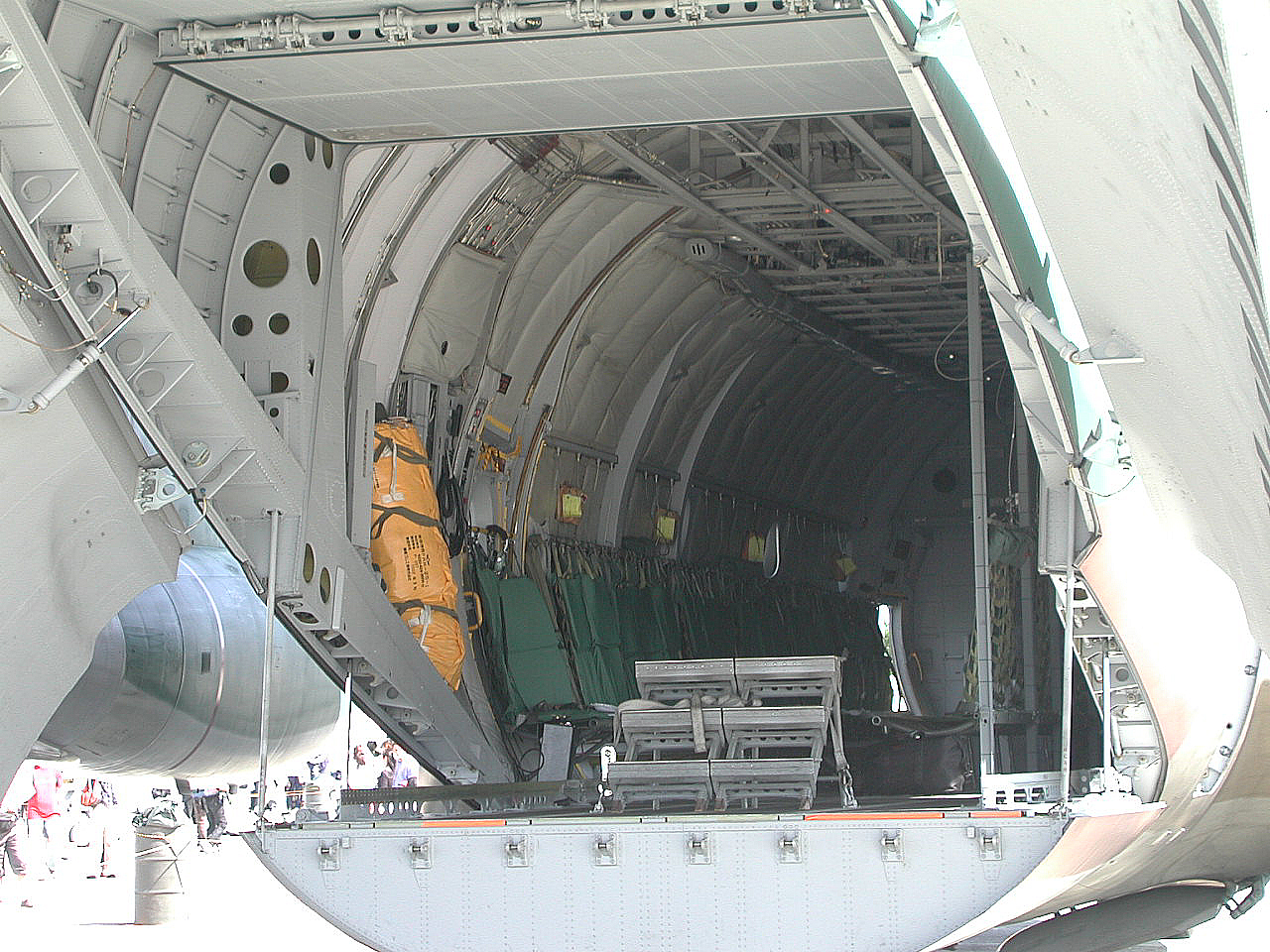
貨艙

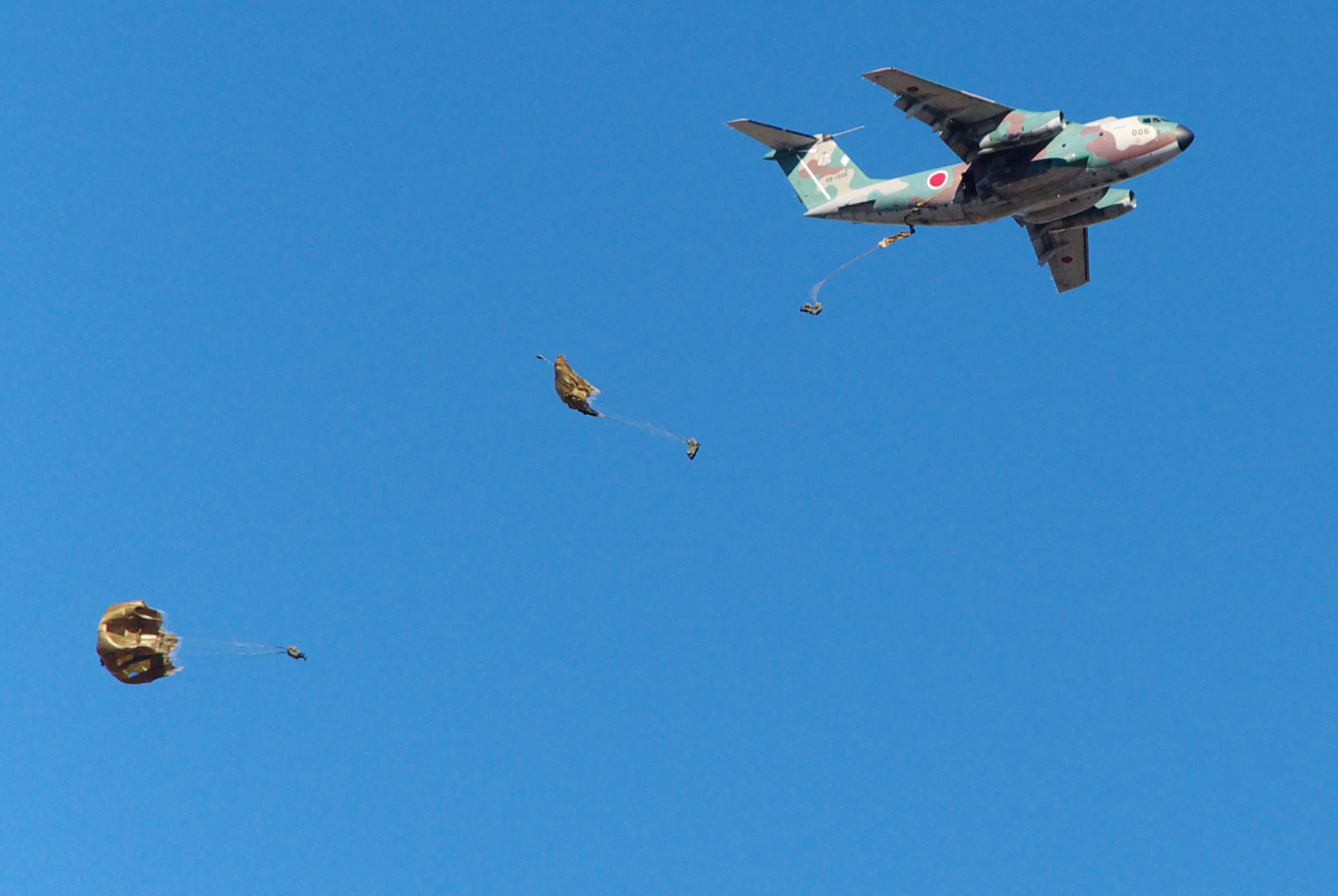
空投

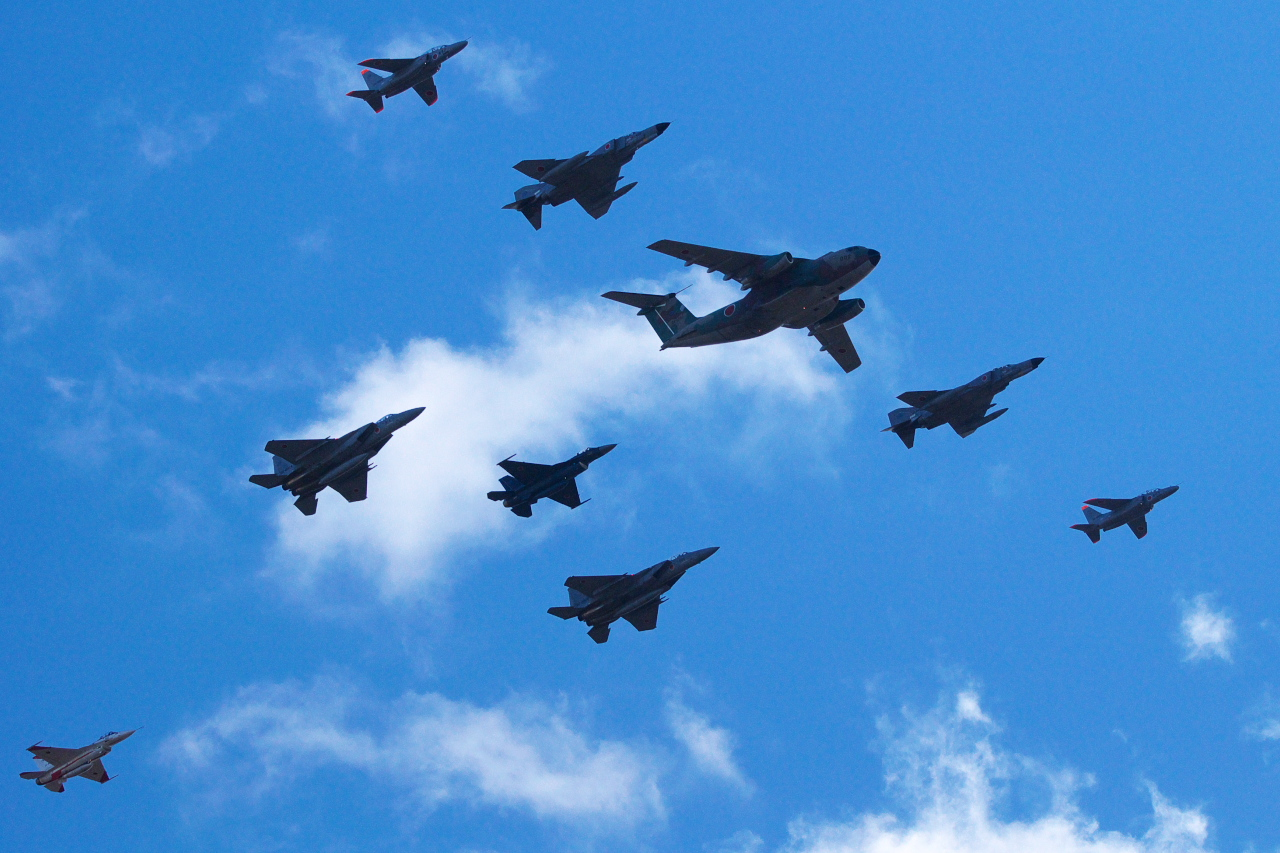
空中表演編隊飛行

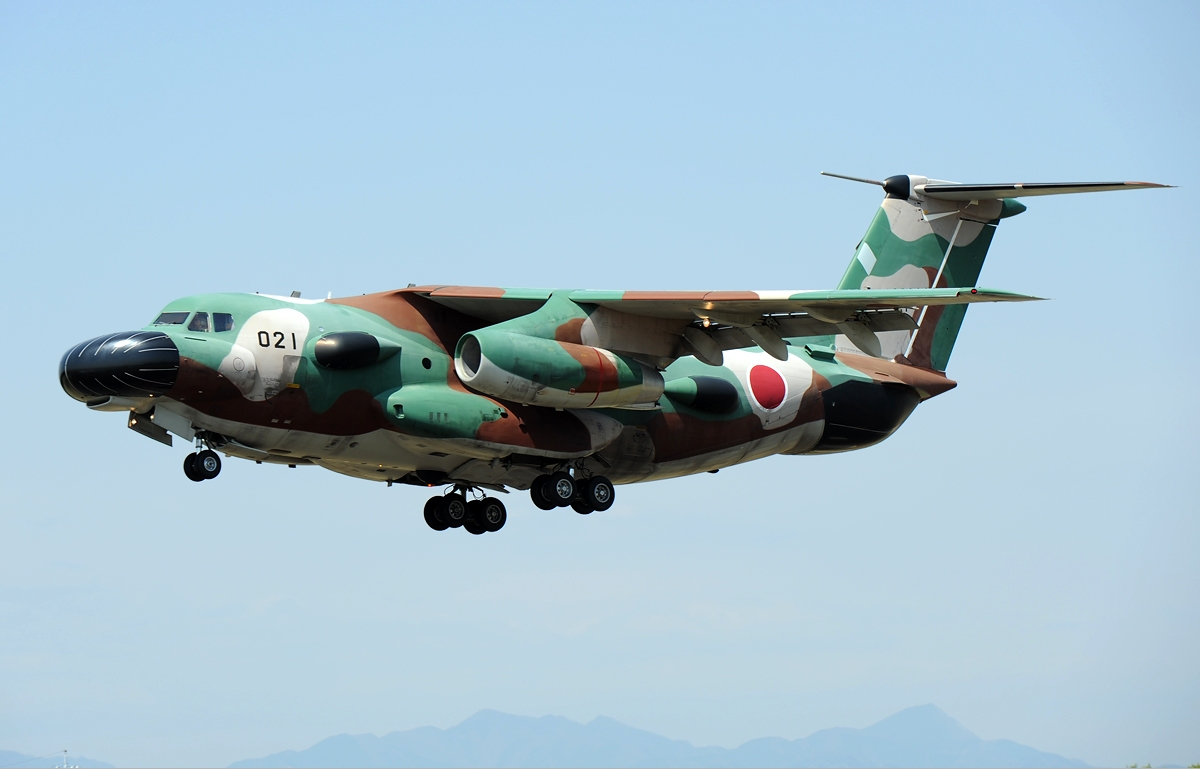
EC-1電戰訓練機

参考资料：Jane's All The World's Aircraft 1976–77 
基本信息
- 机组：5人（駕駛、副駕駛、導航員、工程師、貨艙員）
- 容量：60個士兵或45個傘兵或36個擔架和醫療設備

性能

## 参見
相关开发
- C-2

类似型号
- 安-72